# Rumesnil
Rumesnil é uma comuna francesa na região administrativa da Normandia, no departamento Calvados. Estende-se por uma área de 5,15 km². Em 2010 a comuna tinha 98 habitantes (densidade: 19 hab./km²).